# Фторид лютеция
Фторид лютеция — неорганическое соединение,
соль лютеция и плавиковой кислоты с формулой LuF3,
бесцветные кристаллы,
не растворяется в воде,
образует кристаллогидраты.

## Получение
- Действие плавиковой кислоты на растворимые соли лютеция:

{\displaystyle {\mathsf {LuCl_{3}+3HF\ {\xrightarrow {}}\ 4LuF_{3}\downarrow +3HCl}}}
- Действие газообразного фтористого водорода на оксид лютеция:

{\displaystyle {\mathsf {Lu_{2}O_{3}+6HF\ {\xrightarrow {}}\ 2LuF_{3}+3H_{2}O}}}

## Физические свойства
Фторид лютеция образует бесцветные кристаллы
ромбической сингонии,
пространственная группа P nma,
параметры ячейки a = 0,6145 нм, b = 0,6761 нм, c = 0,4472 нм, Z = 4.
При 957°С происходит переход в фазу
тригональной сингонии.
Не растворяется в воде.
Образует кристаллогидраты.